# Ajgistos
Ajgistos (także Egist; gr. Αἴγισθος Aigisthos, łac. Aegisthus) – postać w mitologii greckiej. Był synem Tiestesa i jego córki, Pelopii oraz bratankiem Atreusza. Poślubił Klitajmestrę, z którą spłodził Aletesa i Erigone.

## Zamordowanie stryja
Tyestes pozbawiony tronu i wygnany przez swojego brata Atreusza, udał się do Sikyonu. Wówczas szukał sposobu zemsty na Atreuszu, który zabił jego synów i potrawę z ich ciał podał mu do zjedzenia. Wyrocznia przepowiedziała, że mścicielem stanie się jego syn, spłodzony ze związku z jego córką. Gdy jego córka, Pelopia, składała w nocy ofiarę, zgwałcił ją i zniknął. Jednakże w czasie gwałtu Pelopia wyrwała mu miecz. Potem Atreusz ożenił się z Pelopią, nie wiedząc o jej pochodzeniu. Urodziwszy dziecko, Pelopia wstydziła się go, gdyż było owocem gwałtu i porzuciła je. Wtedy Atreusz zaczął jego poszukiwania. Odnalazł niemowlę u pasterzy, karmione kozim mlekiem. Od słowa "koza" nadał mu imię Ajgistos. Zabrał dziecko i wychował jak własnego syna. Kiedy Ajgistos osiągnął dorosłość Atreusz polecił mu, by udał się do Delf i przyprowadził Tyestesa jako więźnia, gdyż planował go zabić. Niektóre wersje mitu podają, że Atreusz kazał to zrobić Menelaosowi i Agamemnonowi. Ajgistos po przybyciu z Tyestesem, otrzymał rozkaz zabicia go. Jednakże Ajgistos otrzymał od matki miecz gwałciciela. Tyestes po rozpoznaniu miecza zapytał o jego pochodzenie. Gdy młodzieniec odpowiedział, że otrzymał go od matki, Tyestes wyprosił u Ajgistosa, by przyprowadził matkę. Wówczas wyznał prawdę o pochodzeniu chłopca. Pelopia w akcie rozpaczy przebiła się mieczem. Wówczas rozgniewany Ajgistos wyrwał go z jej piersi i pobiegł na wybrzeże, gdzie Atreusz składał ofiarę dziękczynną, sądząc, że brat jest już martwy. Tam Ajgistos zadźgał Atreusza. Wtedy Ajgistos i Tyestes zaczęli wspólnie panować w Mykenach. Natomiast synów Atreusza, Agamemnona i Menelaosa, wygnali.

## Zabicie Agamemnona

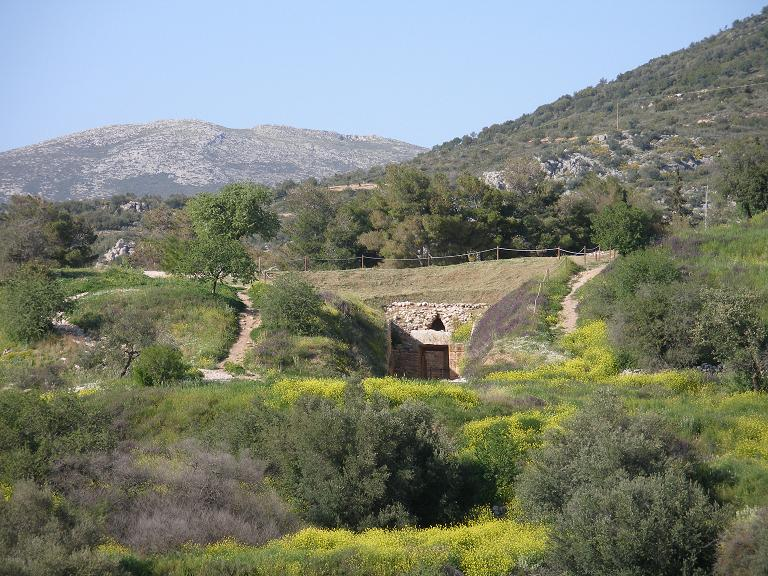
Tzw. grób Ajgistosa w Mykenach (w rzeczywistości starszy)

Wygnani Atrydzi osiedli w Sparcie, gdzie dostali za żony córki króla Tyndareusza – Klitajmestrę i Helenę. Gdy Agamemnon i Menelaos uczestniczyli w wojnie trojańskiej, Ajgistos próbował uwieść Klitajmestrę. Jednakże jego próby były bezskuteczne, dopóki Klitajmestra słuchała rad starego aojda, Demodokosa, pozostawionego przez męża przy jej boku. Kiedy Ajgistosowi udało się usunąć Demodokosa, Klitajmestra uległa mu. Żył z nią do powrotu jej męża. Rozstawił strażników na wybrzeżu, aby ci powiadomili go o powrocie Agamemnona. Po jego przybyciu Ajgistos powitał go przyjaźnie i wydał na jego cześć ucztę. W czasie przyjęcia zamordował go i jego brankę Kassandrę. Niektóre wersje mitu podają, iż uczyniła to Klitajmestra na polecenie kochanka. Po 7 latach rządów Orestes wraz z siostrą Elektrą pomścił śmierć ojca, zabijając matkę – Klitajmestrę i jej kochanka.